# Triebischtal
Triebischtal est une ancienne commune de Saxe (Allemagne), située dans l'arrondissement de Meissen. Depuis le 1er juillet 2012, elle est rattachée à Klipphausen.